# Skril
Skril (ranije MoneyBookers) je jedna od vodećih kompanija za plaćanje preko Interneta u elektronskom obliku. Kod standardnih trgovina plaćanje se obavlja gotovinom ili različitim platnim karticama. Najveći nedostatak ovakvog vida plaćanja je što kupac mora fizički da bude prisutan u većini slučajeva. Kod onlајn trgovine/naplaćivanja usluga stranke mogu da obavljaju primo-predaju novčanih sredstava preko Interneta bez fizičkog kontakta. U savremenom poslovanju na Internetu postoje razni načini onlajn plaćanja, a jedan od njih je Skril. Sa Skril računom korisnici mogu da povežu sve opcije plaćanja (karticom, transferom sa računa) i koriste ih bez otkrivanja finanskijskih detalja. Sa Skrilovim takozvanim "digitalnim novčanikom" mogu plaćati preko svog bankovnog računa, debitne ili kreditne kartice ili slati novac u celom svetu.

## Istorija
Kompanija "MoneyBookers" je osnovana 2001. godine u Velikoj Britaniji. Već sledeće godine je pokrenut sajt moneybookers.com. Prvi korisnici su mogli slati novac onlajn samo uz pomoć imejla i lozinke. Već 2005. godine bilo je preko 1.000.000 registrovanih korisnika. 2007. godine kompanija Investcorp Technology Partners je kupila Mooneybookers, da bi već sledeće godine broj korisnika porastao na 6.000.000. Do promene imena je došlo 2009. od kada se kompanija zove Skrill. Trenutno kompanija ima preko 36.000.000 korisnika.